# Claude Fyot de Mimeure
Claude Philibert Marie Casimir Fyot de Mimeure, né le 11 avril 1763, à Dijon, et mort le 6 février 1846 , dans cette même ville, est un aristocrate, juriste et homme de lettres français.

## Biographie
Claude Fyot, de son vrai nom, Claude Philibert Marie Casimir Fyot de Mimeure, appartient à la branche des marquis de Mimeure de la maison bourguignonne des Fyot, entrée en possession dudit marquisat, vers 1720, par le mariage d'Anne Valon, sœur héritière de Jacques Louis de Valon (1659-1719), 1er marquis de Mimeure, lieutenant général du roi et académicien, à Anselme Bernard Fyot, sire de Vaugimois.
Il est né le 11 avril 1763, à Dijon, de Claude Fyot (1734-1790), 4e marquis de Mimeure, et d'Olympe Bernard (née en 1732), fille du marquis de Sassenay.

Il est le frère cadet de Nicole Judith Pauline (1756-1852), mariée, en 1780, à Christophe Claude Marie de Chaillot (1748-1823), marquis de Chaillot.
Le 18 juillet 1783, Claude Fyot est reçu conseiller laïc au parlement de Bourgogne.
En 1789, il fait partie des gentilshommes faisant procuration à l'assemblée de la noblesse pour l'élection de députés aux Etats généraux.

L'année suivante, tandis que les révolutionnaires font rage, Claude Fyot, Claude Bernard, marquis de Sassenay, et un autre compagnon se réfugient, à Rouvres, chez le sieur Fromentin, métayer de la famille de Sassenay, afin d'y organiser leur émigration.

En 1792, la quasi-totalité de ses biens sont saisis et vendus comme biens nationaux. 
De retour en Bourgogne, il épouse, le 23 juin 1796, Marie-Anne Fromentin, la fille du métayer de Rouvres, de laquelle il a Claude Philibert (1801-1874).
Il consacre le reste de sa vie à l'écriture ainsi qu'à l'étude de l'histoire et de l'architecture de Dijon et de ses alentours.
Il meurt le 6 février 1846, dans sa ville natale de Dijon, et son fils Claude hérite le titre, devenu honorifique, de marquis de Mimeure.
 
Celui-ci trépasse, à son tour, en 1874, sans postérité, faisant passer ses possessions et son titre à sa petite cousine, Joséphine Jeanne Baptiste Olympe de Chaillot (1788-1869), qui les transmet, en 1811, par son mariage, avec François Joseph Thérèse Rodolphe de Buyer (1782-1865), maître de forges, à la famille de Buyer.

## Œuvres

### Ouvrages
- 1817 : À la mémoire de Jean-Baptiste René Languet, religieux à la chartreuse de Dijon, mort vicaire de Saint-Michel, le 9 mai 1817
- 1817 : Notice sur la ville de Dijon, ses environs et quelques autres villes de l'ancienne Bourgogne..., imprimerie Gaulard-Marin, à Dijon.
- 1822 : Itinéraire descriptif de la ville de Dijon et d'autres villes environnantes, à l'usage des voyageurs
- année n.d. : Glanures en Bourgogne, ou recueil topographique et littéraire relatif à cette ancienne province, faisant suite à la notice sur Dijon, imprimerie Deis, à Besançon.
- 1829 : Glanures. N° 2. Le Parfait broyeur de la rue du Secret. Billets. Énigme.
- 1829 : Requête des pauvres de la rue d'Apchon

### Dessin et peinture
- Carrières près de la descente - Dijon, dessin conservé au musée de la vie bourguignonne Perrin de Puycousin, à Dijon;
- Vue de Dijon depuis le chemin des carrières, dessin conservé au musée de la vie bourguignonne Perrin de Puycousin, à Dijon;
- Vue de la fontaine Saint-Lazare et de la porte Saint-André, à Autun, dessin conservé au musée Rolin, à Autun[9].